# آن مونتمینی
آن مونتمینی (انگلیسی: Anne Montminy؛ زادهٔ ۲۸ ژانویهٔ ۱۹۷۵) ورزشکار ورزش شنا اهل ایالات متحده آمریکا است.
وی در مسابقات کشوری و بین‌المللی در مجموع برندهٔ ۲ مدال طلا، ۱ مدال نقره، ۲ مدال برنز شده‌است.